# Country House
"Country House" er en sang af det engelske band Blur. Den blev udgivet som førstesingle fra bandets fjerde album The Great Escape den 14. august 1995. "Country House" var den første af to Blur-singler til at nå førstepladsen på den britiske singlehitliste (den anden var "Beetlebum" fra 1997).

## Baggrund og skriveproces
I et interview med South Bank Show, forklarede Damon Albarn at den var inspireret af tidligere Blur manager Dave Balfe, der forlod Blurs pladeselskab Food Records, og købte et hus på landet.[kilde mangler]

## Spor
Alt musiker er komponeret af Albarn, Coxon, James og Rowntree. Alt tekst er skrevet af Albarn.
| 7" and Cassette 1. "Country House" – 3:58 2. "One Born Every Minute" – 2:18 CD1 1. "Country House" – 3:58 2. "One Born Every Minute" – 2:18 3. "To The End (la comedie)" feat. Françoise Hardy – 5:06 - Med en forlænget outro der starter efter 3:45 | CD2 – Blur Recorded Live from Mile End Stadium 1. "Country House" – 5:01 2. "Girls & Boys" – 5:08 3. "Parklife" – 4:13 4. "For Tomorrow" – 7:35 Alle numre blev indspillet live på Mile End Stadium i London den 17. juni 1995. Japan CD 1. "Country House" – 3:58 2. "One Born Every Minute" – 2:18 3. "To The End (la comedie)" feat. Françoise Hardy – 5:06 - Med en forlænget outro der starter efter 3:45 4. "Charmless Man" – 3:44 |

## Produktion
- "Country House" og "Charmless Man" produceret af Stephen Street
- "One Born Every Minute" produceret af Blur og John Smith
- "To the End (la comedie)" produceret af Stephen Hague, Blur og John Smith

## Hitlister
| Hitliste (1995)                              | Højeste placering |
| -------------------------------------------- | ----------------- |
| Australien (ARIA)                            | 28                |
| Finland (Suomen virallinen lista)            | 4                 |
| Irland (IRMA)                                | 1                 |
| Italien (FIMI)                               | 26                |
| Norge (VG-lista)                             | 6                 |
| New Zealand (RIANZ)                          | 30                |
| Schweiz (Schweizer Hitparade)                | 26                |
| Storbritannien (The Official Charts Company) | 1                 |
| Sverige (Sverigetopplistan)                  | 10                |

| Efterfulgte: "Never Forget" af Take That | UK Singles Chart Nummer-et single 20. august 1995 – 3. september 1995 | Efterfulgtes af: "You Are Not Alone" af Michael Jackson |